# John Cannon (pilota automobilistico)
John Cannon (Londra, 21 giugno 1937 – Quemado, 18 ottobre 1999) è stato un pilota automobilistico canadese.

## La carriera
Cannon iniziò la sua carriera motoristica nel 1960 in California. Nel campionato USRRC guidò per Nickey Chevrolet una vettura posseduta da Dan Blocker, interprete di Bonanza sponsorizzata Genie/Vinegaroon.
Passò poi con buoni risultati al Campionato CanAm, dove fu il miglior canadese nella gara d'esordio, quarto, disputata sul circuito di St. Jovite. Nel 1968 conquistò anche una vittoria, su pista bagnata, in una gara disputata a Laguna Seca.
John Cannon prese parte negli stessi anni alla Continental Series  di Formula 5000, in cui vinse il campionato nel 1970, col team di proprietà di Carl Hogan, con una McLaren M-10B.
Cannon partecipò anche a un gran premio valido per il Campionato mondiale di Formula 1, il Gran Premio degli Stati Uniti 1971 a Watkins Glen, in cui giunse 14º, al volante di una BRM. Sempre nel 1971 partecipò a una gara non valida per il campionato, il Questor Grand Prix ove terminò al dodicesimo posto, al volante di una March. L'anno seguente prese parte ancora a gare aperte a vetture di F1: l'International Trophy e la  World Championship Victory Race con una March di F5000, giungendo rispettivamente decimo e sedicesimo. Partecipa anche a gare di Formula 2 ma senza risultati di rilievo
Cannon prese parte anche a 15 gare dell'USAC Championship Car in un periodo compreso fra il 1968 e il 1974. Il miglior risultato fu un secondo posto in una gara tenuta a Saint Jovite nel 1968. Cercò di qualificarsi per la 500 Miglia di Indianapolis nel 1970 e nel 1974, ma senza riuscirvi.
Nel 1993 venne inserito nella Canadian Motorsport Hall of Fame. Suo figlio Michael è divenuto ingegnere di pista. Nel 2006 ha lavorato con la Forsythe Racing nella Champ Car, assistendo A. J. Allmendinger.
John Cannon perì nel corso di un incidente con un ultraleggero.

## Risultati completi in Formula 1
| 1971 | Scuderia    | Vettura  |  |  |  |  |  |  |  |  |  |  |    |  |  | Punti | Pos. |
| ---- | ----------- | -------- |  |  |  |  |  |  |  |  |  |  | -- |  |  | ----- | ---- |
| 1971 | Yardley BRM | BRM P153 |  |  |  |  |  |  |  |  |  |  | 14 |  |  | 0     |      |

| Legenda | 1º posto     | 2º posto | 3º posto    | A punti         | Senza punti/Non class.  | Grassetto – Pole position Corsivo – Giro più veloce |
| Legenda | Squalificato | Ritirato | Non partito | Non qualificato | Solo prove/Terzo pilota | Grassetto – Pole position Corsivo – Giro più veloce |